# Općina Gevgelija
Općina Gevgelija (makedonski: Општина Гевгелија) je jedna od 80 općina Sjeverne Makedonije koja se prostire na jugu Sjeverne Makedonije. 
Upravno sjedište ove općine je grad Gevgelija.

## Zemljopisne osobine
Općina Gevgelija leži u jugozapadnom dijelu Gevgelijsko - valandovske kotline, u dolini rijeke Vardar. Zapad općine tvore padine planine Kožuv. 
Općina Gevgelija graniči s Grčkom na jugu, te s Općinom Valandovo na sjeveru, s Općinom Bogdanci na istoku, s Općinom Kavadarci na zapadu, te s Općinom Demir Kapija na sjeverozapadu.
Ukupna površina Općine Gevgelija je 483,43 km².

## Stanovništvo
Općina Gevgelija  ima   22 988 stanovnika. Po popisu stanovnika iz 2002. nacionalni sastav stanovnika u općini bio je sljedeći;

## Naselja u Općini Gevgelija
Ukupni broj naselja u općini je 17, od kojih su 16 sela i jedan grad Gevgelija.

## Pogledajte i ovo
- Grad Gevgelija
- Planina Kožuv
- Sjeverna Makedonija
- Općine Sjeverne Makedonije

## Vanjske poveznice
- Službene stranice općine Gevgelija  Arhivirana inačica izvorne stranice od 25. svibnja 2012. (Wayback Machine)
- Općina Gevgelija na stranicama Discover Macedonia